# Дикили
Дикили́ (тур. Dikili) — город и район на западе Турции, в иле Измир. Расположен на берегах одноимённой бухты пролива Митилини Эгейского моря.

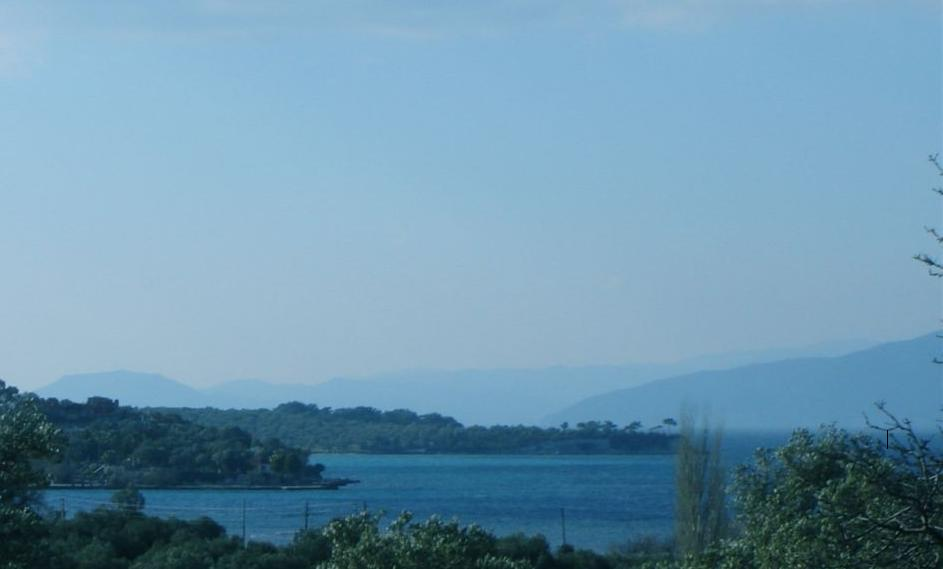
Остров Гарип

Вблизи Дикили находится очень живописная местность, в античную эпоху занятая греческой колонией Атарнеем. Зимой город становится почти безлюдным, за исключением местных жителей, живущих там круглый год.
В сентябре 1922 года город стал последним пунктом марша и переправы на остров Лесбос греческой Отдельной дивизии.

## Известные уроженцы
- Ангелос Симирьотис (греч. Αγγελος Σημηριωτης, 1873—1944 гг.) — известный греческий поэт.